# Phascolosorex doriae
Phascolosorex doriae är en pungdjursart som först beskrevs av Thomas 1886. Phascolosorex doriae ingår i släktet Phascolosorex och familjen rovpungdjur. IUCN kategoriserar arten globalt som livskraftig. Inga underarter finns listade.
Pungdjuret förekommer på västra Nya Guinea. Arten vistas där i kulliga områden och upp till 2000 meter höga bergstrakter som är täckta av tropisk regnskog.